# Hassiavis laticauda
L'assiave (Hassiavis laticauda) è un uccello estinto, appartenente ai caprimulgiformi. Visse nell'Eocene medio (circa 50 milioni di anni fa) e i suoi fossili eccezionalmente conservati sono stati ritrovati nel ben noto giacimento di Messel (Germania).

## Descrizione
Questo uccello è conosciuto per alcuni resti, tra cui uno scheletro completo in cui si sono conservate anche le parti molli e addirittura la striatura delle piume della coda. Hassiavis era un uccello di piccole-medie dimensioni e non doveva superare i 15 centimetri di lunghezza. Il cranio era molto simile a quello degli odierni caprimulgi-gufi (Aegothelidae) attualmente presenti in Oceania. Le ossa palatine erano grandi e si protendevano in un ampio processo mascellare; le ossa pterigoidee erano sottili e lunghe, come nei caprimulgi-gufi. La mandibola era molto larga e la parte unita dei due rami (sinfisi) era brevissima; ciò conferiva all'animale un becco larghissimo, come nelle forme attuali. La coda, corta e larga, possedeva una striatura a bande scure intervallate da bande molto chiare. Una simile colorazione è presente anche nelle forme attuali di caprimulgiformi. 

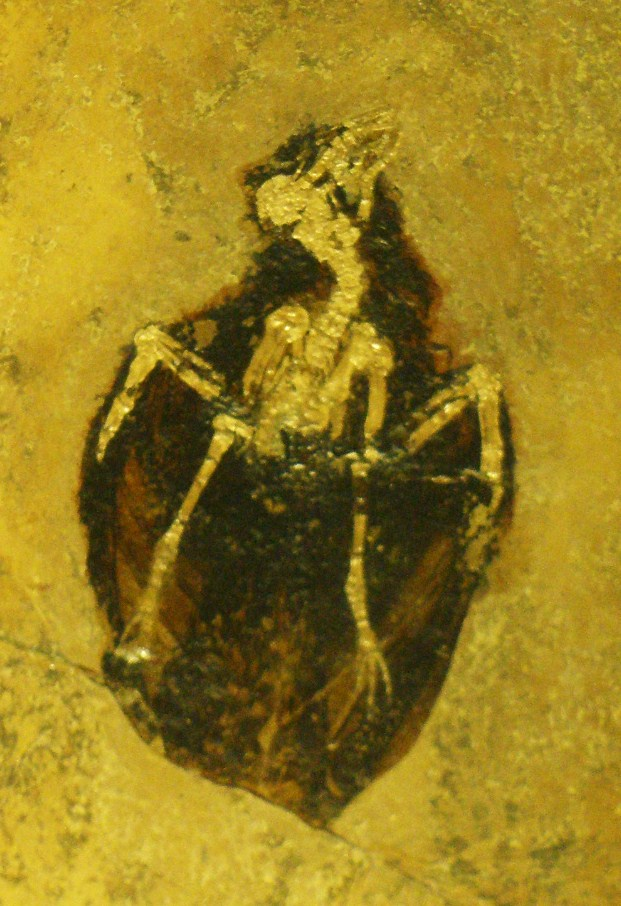
Fossile di Hassiavis in cui sono evidenti le striature sulla coda

## Classificazione
Hassiavis è stato descritto per la prima volta nel 1998 sulla base di un esemplare (olotipo) ben conservato ed è stato attribuito alla famiglia degli archeotrogonidi (Archaeotrogonidae), successivamente (2004) è stato attribuito un altro esemplare, anch'esso conservatosi in modo eccezionale; gli archeotrogonidi furono dapprima classificati come stretti parenti degli attuali trogoni, ma studi successivi dimostrarono le loro affinità con i caprimulgiformi. Attualmente, i caprimulgiformi sono considerati un gruppo parafiletico all'interno di un gruppo più ampio (Cypselomorphae) comprendente anche i rondoni e i colibrì (Apodiformes). Hassiavis è considerato il più piccolo degli archeotrogonidi, e anche uno dei più antichi.

## Paleobiologia
Si suppone che Hassiavis, dotato di ali lunghe e di un becco molto largo e corto, cacciasse insetti grazie a manovre aeree, come fanno attualmente numerosi rappresentanti dei Cypselomorphae. 